# Woman Hungry
Woman Hungry é um filme de faroeste produzido nos Estados Unidos e lançado em 1931.